# Телевизионные часы
Телевизионные часы (англ. clock ident) — разновидность часов, показываемых телевизионным каналом (его логотип, как правило, присутствует в часах или рядом с ними) и являющихся одной из форм идентификации телевизионного канала. Эти часы не только позволяют определить точное время, но и оповещают о начале выпуска новостей, а также начале или окончании вещания — в прошлом они также показывались перед каждой регулярно выходящей в эфир передачей. В Великобритании часы, как правило, ассоциируются со специальными программами для школьников в рамках проекта BBC Schools.

## Внешний вид
Телевизионные часы в плане дизайна — как правило, аналоговые (стрелочные), хотя на многих телеканалах в настоящее время распространены электронные (цифровые) часы. Первые часы телеканалов были механическими, но в 1980-е годы были преобразованы в электронный вид. Цифровые часы стали распространяться в 1970-е и 1980-е годы благодаря усилиям телекомпании ITV.
Часы накладывались на цветное изображение с помощью технологии хромакей. Как правило, фон был статичным, хотя на некоторых часах наблюдалось и движение — так, на часах телекомпании Associated-Rediffusion вращалась звезда. Часы ирландских телеканалов RTÉ One и RTÉ Two накладывались на видеоряд. В некоторых случаях возможно звуковое сопровождение, а на телевидении до 1990-х годов были и закадровые дикторы, которые оповещали о следующей программе или об окончании эфира. Часы, как правило, соответствовали цветовому оформлению телеканала, хотя бывали и исключения (Telewizja Polska).
Электронные цифровые часы могут изображаться на разном фоне с разной тематикой: нередко часы идут на фоне изображения с камер наблюдения в городе (примеры — ТВ Центр и Интер) и летающих камер («Москва 24» и «Казахстан»). Они могут присутствовать в составе элементов дизайна телеканала во время трансляции какой-либо ежедневной телепередачи или специальной программы.

## Применение

### Европа

Часы, показывавшиеся телерадиокомпанией Deutscher Fernsehfunk в ГДР

По традиции, на телеканалах Европы часы показывались перед программами (чаще перед выпусками новостей), после передач, а также в моменты начала и окончания эфира. Использование перед выпусками новостей подтверждало, что новости будут выходить вовремя. С момента прихода цифрового телевидения и перехода на круглосуточное вещание многие телеканалы стали отказываться от часов — в том числе из-за задержек, вызываемых цифровыми системами (часы шли с отставанием на несколько секунд). Телеканалы ныне редко используют часы перед окончанием эфира.
- Телеканал BBC One после Пасхи 2002 года и изменения оформления с темы воздушных шаров на тему танцоров отказался от использования часов — как правило, теперь выходит обратный отсчёт секунд до выпуска новостей (варьируется от сетки вещания). До 2007 года перед выпусками новостей и окончанием эфира на валлийскоязычном телеканале S4C показывались часы. В 2015 году традицию использования часов возродил четвёртый телеканал Channel 4 после своего перезапуска, начав вставлять их перед выпусками новостей[5].
- Телеканалы Франции использовали часы достаточно долго. Так, Première Chaîne de l’ORTF использовал с декабря 1959 года и до конца 1960-х годов спиральные часы, разработанные Кристианом Урье[6][7]. В настоящее время (с 1985 года) на TF1 часы не используются, а выпуски новостей выходят с пометкой о времени выхода (19h, 20h и т.д.). В истории France 2 встречаются больше цифровые часы[8].
- До 28 января 2002 года на телерадиокомпании RTP использовались аналоговые часы[9], которые потом были заменены на цифровые часы[10][11]. Они показывались перед выпусками новостей, а также использовались для соблюдения эфирного времени.
- Часы являются частью оформления телеканала ZDF и чаще показываются перед выпусками новостей: основными цветами являются тёмно-бирюзовый и фирменный оранжевый[12]. Ранее часы отражались в левом верхнем углу экрана перед выпуском новостей[13].
- Текущая музыкальная тема часов телеканалов сербской телекомпании РТС, выходящих перед выпусками новостей «Дневник» совпадает с музыкальной темой времён Югославии[14], хотя в прошлом были и другие музыкальные темы, а выпуски новостей иногда выходили с небольшой задержкой после наступления оговоренного времени[15].
- Часы также выходили и выходят на некоторых телеканалах таких стран, как Нидерланды, Швеция, Дания, Норвегия, Польша, Венгрия, Чехия, Словакия, Исландия[16] и многих других.

### Азия

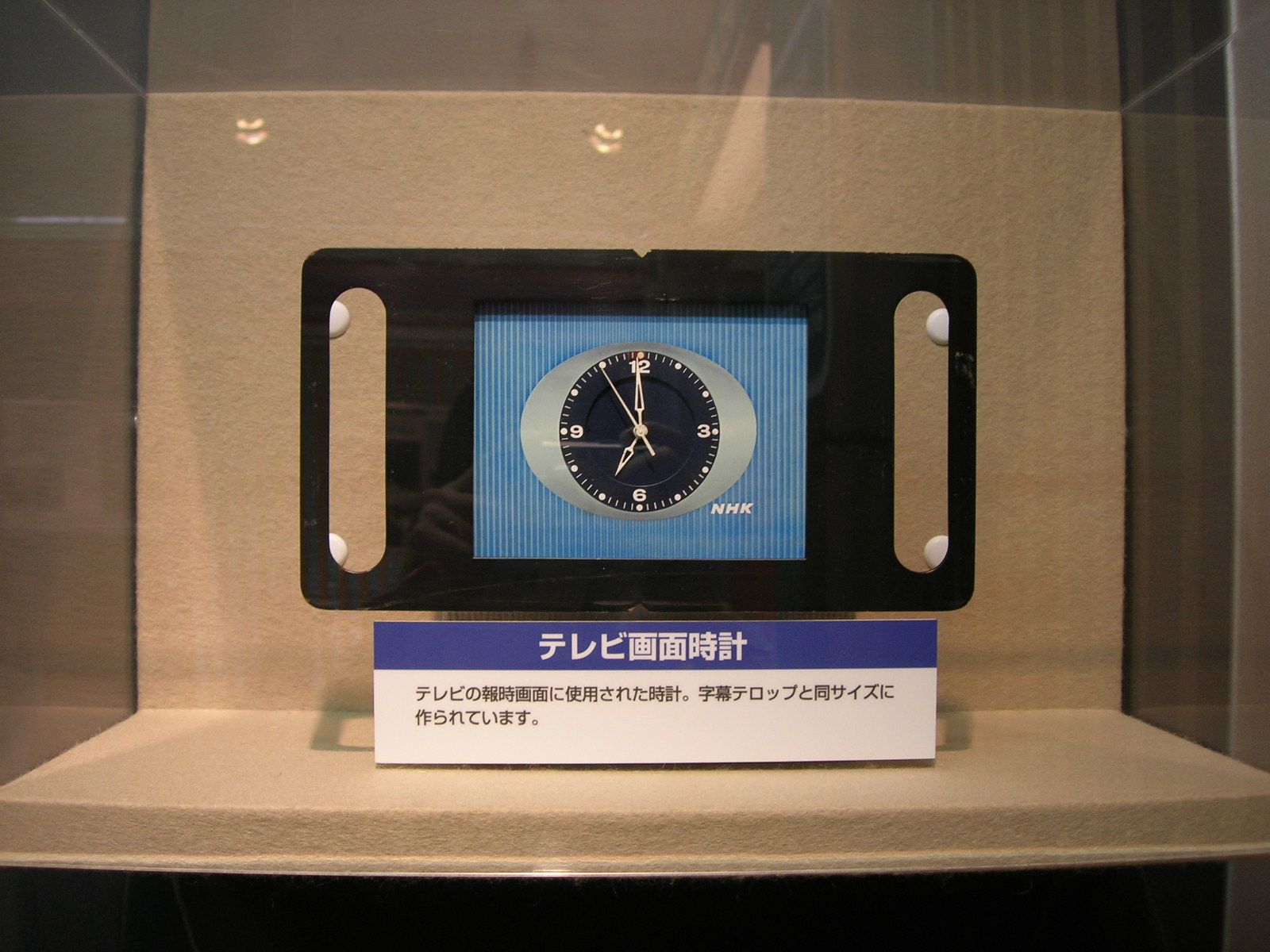
Телевизионные часы NHK

От часов на телевидении Азии отказались большинство стран за редким исключением.
- С 1969 по 1985 годы японская телерадиокомпания NHK показывала часы на фоне из белых и синих полос: это были часы с чёрным циферблатом и маркерами в качестве отметок часов (дополнительно располагались отметки 3, 6, 9 и 12)[17]. Иногда часы изображались на деревянном фоне[18][19]. После 1985 года и до начала 1990-х годов оформление часов менялось многократно, но в наши дни часы показываются только перед выпусками новостей в связи с круглосуточным вещанием.
- Китайское телевидение и телеканал CCTV-1 показывают только пятисекундные фрагменты перед выпусками новостей в 12:00, 19:00 и 22:00, а также в канун Нового года (фрагменты 10 секунд) с 1984 года. В Гонконге часы использовались в прошлом в перерывах между программами (в основном выпусках новостей).
- В Юго-Восточной Азии часы есть на нескольких телеканалах почти всех стран (Таиланд, Малайзия, Сингапур, Бруней и Вьетнам).
  - До 2009 года часы были на каналах телерадиокомпании Radio Televisyen Malaysia[англ.] (с музыкой до 1978 года), в настоящее время они есть на телеканале перед выпусками новостей TV3 (с 1 января 1985 года).
  - В Сингапуре часы выходят перед выпуском новостей на канале Mediacorp[англ.].
  - Во Вьетнаме телекомпании VTV (Вьетнамское телевидение) и HTV (Телевидение Хо Ши Мин[англ.]) показывают часы перед началом эфира. На VTV часы показываются на три секунды перед выпусками новостей, на телеканалах TTV1 и Telemundo 1 — перед выпусками новостей в 17:00 и 5:00 (ранее перед выпусками новостей в полночь, в 5:30 и 8:00).
- На Филиппинах часы не выходят перед окончанием эфира. Цифровые часы используются телеканалами Knowledge Channel[англ.], RHTV, ABS-CBN News Channel, DZMM TeleRadyo и RPN, а также региональным телевидением Висайяс и Минданао.
- Аналоговые часы выходили на 3-м канале Телевидения Таиланда перед выпусками новостей в 1986—1995 годах и перед окончанием эфира до 2002 года. С 1990-е по 2009 годы выходили цифровые часы в 8:00 и 18:00, когда исполнялся гимн Таиланда. В настоящее время часы включены в выпуски новостей. 7-й телеканал показывал часы в 1990-е годы, а также с января по февраль 2010 года, прежде чем перешёл 1 марта 2010 года на круглосуточное вещание. 11-й канал использовал цифровые часы в начале эфира, прежде чем перейти 1 апреля 2008 года на круглосуточное вещание. Часы выходили в утренней программе Thai PBS в 2016 году.
- В Израиле с 1970-е по 1990-е годы Первый канал показывал часы перед выпуском новостей в прайм-тайм «Набат» или иными информационными программами, а также перед окончанием эфира. В настоящее время часы не используются, их место заняли рекламные блоки. Часы не используются на телеканалах Северной и Южной Кореях, Монголии, Иране, Пакистане, Индии, Индонезии и Арабского мира

### Америка и Австралия
В Австралии наиболее известны часы на синем фоне телекомпании ABC, выходившие не только перед выпусками новостей, но и перед началом каких-либо фильмов. В США, Канаде и Латинской Америке подобное явление почти отсутствует: редким исключением в 1970-е годы был телеканал KCET (филиал PBS в Лос-Анджелесе).
Известно при этом, что в 1970-е годы Институт инженеров электротехники и электроники проводил эксперименты на основе телевизионных сигналов, чтобы выяснить, насколько близко демонстрируемое по телеэкранам время к реальному.

### СССР и Россия

Часы телеканала REN-TV в 2001—2002 годах

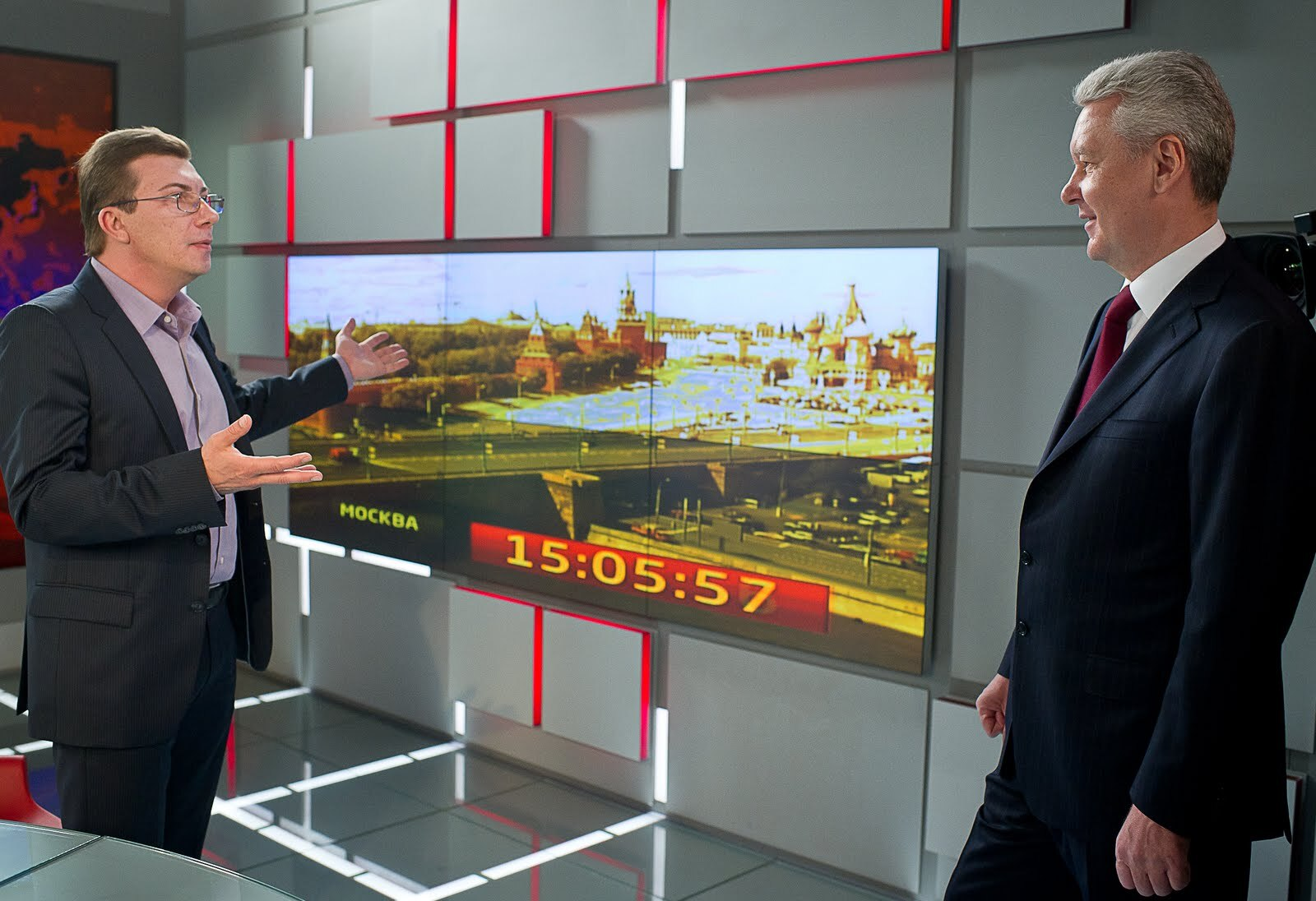
На экране — часы телеканала «ТВ Центр» с видом на Московский Кремль

Телевещание в СССР и России не обходилось и не обходится без часов — на общественных и частных каналах часы показываются, прежде всего, перед ежедневными выпусками новостей. Часы выходят перед началом эфира и перед выпусками новостей «Первый канал», «Россия-1», НТВ, Матч ТВ, «Пятый канал», «Россия-Культура», «Россия-24», «Звезда», ОТР, «Мир», «Мир 24» и РЕН ТВ. Телеканалы СТС, «Домашний» и «Че» показывают их исключительно перед началом эфира. При этом на ТНТ и на Муз-ТВ с начала 2000-х не демонстрируются часы.
С начала-середины 2000-х годов, в связи с тем, что вещание многих каналов стало круглосуточным, часы почти не показываются перед окончанием эфира, а в некоторых случаях (например, Хабар) и вовсе не показываются ни разу за сутки. Характерный обратный отсчёт перед выпусками новостей, типичный для BBC, демонстрировался и демонстрируется на украинских каналах 1+1, 5-м канале и так далее. На региональных телеканалах часы показываются в подавляющем большинстве случаев только перед выпусками новостей.
В дни национального траура или дни поминовения часы идут без любого звукового сопровождения, а их цветовое оформление может быть изменено (к примеру, телеканал Еспресо TV в полдень запускал часы на фоне видеоряда, связанного с трагическими событиями в истории Украины). Также некоторые часы меняют своё цветовое и звуковое оформление в праздничные дни (например, «ТВ Центр» в День Победы или в Новый год).

### Бывший СССР
Часы выходят перед выпусками новостей в некоторых странах бывшего СССР (1+1, 5 канал, Moldova 1), а также в момент окончания эфира (ОНТ, Беларусь-1 и так далее). Иногда они предваряют начало эфира (идут до исполнения национального гимна и после).